# Giel-Courteilles
Giel-Courteilles ist eine französische Gemeinde mit 484 Einwohnern (Stand 1. Januar 2022) im Département Orne in der Region Normandie.

## Geografie
Die Gemeinde liegt 13 Kilometer nordwestlich der Stadt Argentan im Norden des Départements Orne. Das Gebiet wird vom Fluss Orne sowie den Bächen Le Gue Blandin und La Fontaine André durchflossen; darüber hinaus existiert mit dem Ruisseau du Val Renard ein weiterer Bach, der die Kommune in die ehemals selbstständigen Ortsteile Giel und Courteilles teilt.

## Kultur
Im Ortsteil Giel befindet sich mit dem Château du Jardin ein Schloss, das vermutlich im 14. Jahrhundert als Adelssitz erbaut wurde; seitdem wurde unter anderem im frühen 16. Jahrhundert die Ostfassade erneuert und von einem späteren Besitzer eine umfassende Restaurierung durchgeführt. Zum selben Ort gehört ein 1868 eröffnetes Waisenhaus, das von dem damaligen Bürgermeister finanziert worden war und Platz für 17 Jungen bot; später wurde es vergrößert und in einen ehemaligen Bauernhof verlegt, wo es sich heute noch befindet.
Das Dorf Courteilles war im Mittelalter von den Herren von Briouze abhängig und verfügt über ein Schloss namens Château de Crêvecoeur. Es entstand im 16. Jahrhundert und wurde im Jahr 1800 kurz nach der Französischen Revolution verwüstet; danach ging es in Privatbesitz über.
In der lokalen Wirtschaft spielt die Landwirtschaft weiterhin eine wichtige Rolle, neben der sich auch die Pferdezucht etabliert hat. Auf dem Gemeindegebiet befinden sich zwei Gestüte, von denen eins im Besitz des international erfolgreichen Reiters Albert Cayron ist.

## Entwicklung als Gemeinde
Im Verlauf der Französischen Revolution entstanden 1793 sowohl Giel mit 275 als auch Courteilles mit 367 Bewohnern als selbstständige Gemeinden. Während die Bevölkerungszahl in Giel ungefähr konstant blieb, musste der Nachbarort Courteilles einen starken Verlust hinnehmen, sodass sich die Einwohnerzahl bis zur Mitte des 20. Jahrhunderts etwa halbiert hatte. Als die beiden Kommunen am 19. Februar 1965 zusammengeführt wurden und den bis heute bestehenden Doppelnamen erhielten, war Giel der größere der beiden Orte. In den Jahrzehnten nach der Gründung war zunächst ein starker Bevölkerungsrückgang und anschließend ein starker Anstieg zu verzeichnen, der um die Jahrtausendwende seinen Höhepunkt fand.
Bevölkerungsentwicklung:
| Jahr      | 1968 | 1975 | 1982 | 1990 | 1999 | 2010 | 2019 |
| Einwohner | 408  | 323  | 299  | 321  | 348  | 464  | 458  |